# Pangaz
Pangaz, „pangazjanodon” (Pangasianodon gigas) – gatunek sumokształtnej, roślinożernej ryby z rodziny Pangasiidae.

## Występowanie
Endemit Mekongu. Dawniej występowała w dużych, podgórskich rzekach Półwyspu Indochińskiego.

## Charakterystyka
Jest jedną z największych ryb słodkowodnych. Długość ciała do 3 m, masa do 300 kg. Rozmnaża się w górze rzeki. Żywi się wyłącznie glonami.
Jest cenioną rybą konsumpcyjną, na skutek przełowienia krytycznie zagrożona wyginięciem.

## Zobacz też

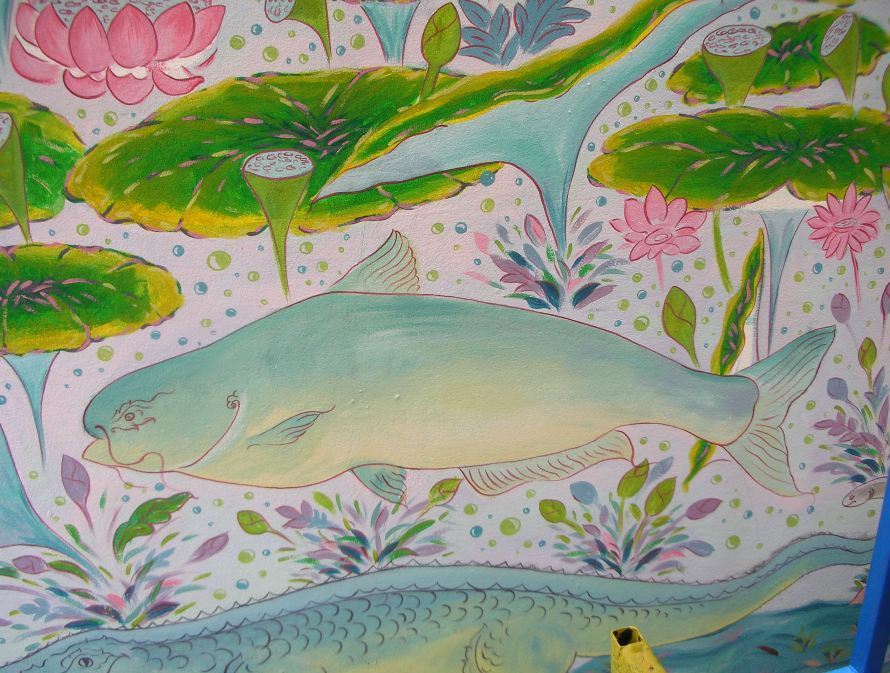
Malowidło w świątyni w Chiang Khong (Tajlandia)